# Dugi Rat
Dugi Rat falu és község Horvátországban Split-Dalmácia megyében.

## Fekvése
Split központjától légvonalban 17, közúton 20 km-re délkeletre, a Cetina torkolatától 4 km-re nyugatra a tengerpart és a 8-as számú főút mentén, a Poljica területén, Split és Omiš között a Perun-hegy alatt fekszik. Közigazgatásilag Duće és Jesenice települések tartoznak hozzá. A dugorati riviérához tartoznak még Orij, Mali Rat, Sumpetar, Suhi Potok, Krilo és Bajnice települések.

## Története
Dugi Rat területe már a történelem előtti időkben is lakott volt. A Jesenice Zeljovići nevű településrésze felett található Turska peć-barlangból, valamint a tőle nem messze fekvő Ponistrice-barlangból a kőkorszaki ember használati eszközei kerültek elő. A térség első ismert népe az illírek egyik törzse a dalmátok voltak. Jelenlétüket a község területén található több várrom, halomsír és határt jelölő, kőből épített töltés bizonyítja. A rómaiak az i. e. 1. században foglalták el ezt a térséget, ahol több villagazdaságuk is volt. Ezek maradványait találták meg a dugi rati Žilić-háznál, valamint Krilo Gradišće nevű településrészén is. A horvátok ősei a 7. században érkeztek ide. A korai horvát államban ez a terület a tengermelléki, Klisszai zsupánság része volt. Ebből az időszakból maradt fenn a jesenicei Szent Péter bencés kolostor romja. 1102-ben a horvát királyi dinasztia kihalásával ez a terület is a Magyar Királyság része lett. Előbb az omiši Kačić nemzetség birtoka volt, majd a 14. századtól az ún. Poljicai Köztársaság részeként viszonylagos önállóságot élvezett. Ezen belül Donja Poljicához tartozott. 1444-ben a Velencei Köztársaság uralma alá került, mely az 1482-es Poljicai Statutumban megerősítette a poljicaiak kiváltságait. A török betörések már a 15. század második felében megkezdődtek, majd a 16. század elején területe török uralom alá került. Bár egyházilag a spliti érsekséghez tartozott, az állandó török fenyegetés miatt az érsekség nem tudta biztosítani a lelkipásztori szolgálatot. Ezért 1590-ben létrehozták a poljicai helynökséget, mely egészen a Poljicai Köztársaság megszűnéséig működött.
A török fennhatóság az 1699-es karlócai békéig tartott, amikor újra velencei uralom alá került. Az 1718-as pozsareváci békével immár nyugodtabb élet és viszonylagos jólét következett erre a vidékre. Házak épültek, megújultak a templomok, nőtt a lakosság létszáma. A velencei uralom 1797-ben ért véget, amikor Dalmáciával együtt ez a terület is osztrák uralom alá került. 1807. június 5-én az innen északnyugatra fekvő Stobreč határában zajlott az a csata, melyben a Marmont tábornok vezette francia csapatok véget vetettek Poljicai Köztársaságnak. Napóleon lipcsei veresége után 1813-ban újra az osztrákoké lett. A településnek 1880-ban 8, 1910-ben 48 lakosa volt. 1918-ban az új szerb-horvát-szlovén állam, majd később Jugoszlávia része lett. Maga Dugi Rat csak a háború után kezdett betelepülni, különösen azután, hogy felépült a karbidgyár, a mai fémötvözetgyár elődje. A gyár udvarán 1924-ben imaház is épült. Ez volt a település első szakrális épülete, ahova a dućei plébános járt misézni, mivel a település a dućei plébánia területéhez tartozott. A második világháború után a szocialista Jugoszláviához került. 1951-ben a kommunista hatóságok az imaházat bezárták. Később a turizmus fejlődésével megindult a lakosság áttelepülése a tengerparti területekre. A part melletti település gyorsan növekedett, mivel más falvakból is sokan települtek át ide. A lakosság száma a háború utánihoz képest ötszörösére növekedett. 1980-ban az érsekség megvásárolta a korábbi pékség területét, majd 1980. december 17-én megalapították a dugi rati Szent József plébániát. 1981. augusztus 9-én felszentelték az új, 120 négyzetméteres imaházat. A plébániatemplom 1990-ben épült fel. A település 1991 óta a független Horvátországhoz tartozik. 2011-ben a településnek 3442 lakosa volt, akik főként a turizmusból éltek.

## Lakosság
| Lakosság változása | Lakosság változása | Lakosság változása | Lakosság változása | Lakosság változása | Lakosság változása | Lakosság változása | Lakosság változása | Lakosság változása | Lakosság változása | Lakosság változása | Lakosság változása | Lakosság változása | Lakosság változása | Lakosság változása | Lakosság változása |
| ------------------ | ------------------ | ------------------ | ------------------ | ------------------ | ------------------ | ------------------ | ------------------ | ------------------ | ------------------ | ------------------ | ------------------ | ------------------ | ------------------ | ------------------ | ------------------ |
| 1857               | 1869               | 1880               | 1890               | 1900               | 1910               | 1921               | 1931               | 1948               | 1953               | 1961               | 1971               | 1981               | 1991               | 2001               | 2011               |
| 0                  | 0                  | 8                  | 6                  | 39                 | 48                 | 0                  | 310                | 603                | 723                | 1.240              | 1.644              | 2.723              | 3.164              | 3.507              | 3.442              |

(1857-ben, 1869-ben és 1921-ben lakosságát Jesenicéhez számították.)

## Nevezetességei
- Szent József tiszteletére szentelt római katolikus plébániatemploma a település központjában, a régi imaház helyén áll. Az építési munkák 1989-ben kezdődtek a metkovići Tomislav Nogolica és a spliti Vladislav Ljolja tervei szerint, aki az építési munkákat is vezette. A templom 1990-ben épült fel, majd megkezdődött berendezése. A homlokzat feletti pengefalú harangtoronyban két harang található, oromzatán 3 méter magas, speciális öntvényből készített kereszt áll. A vasbeton épületet kővel burkolták, betonból építették a kórust is. A szarkofág formájú szembemiséző oltár fehér kőből készült. A templomban egy tölgyfából faragott művészi kivitelű feszület található, melynek magassága 5, szélessége 3 méter, Kazimir Hrasta szobrászművész alkotása. A falakon a keresztút 15 állomása látható, mindegyik más-más művész alkotása. A templom hosszúsága 14, szélessége 12 méter. Hosszúsága valamivel rövidebb a tervezettnél, ennek oka az volt, hogy a szomszédos telket nem tudták megszerezni.
- Jesenice Zeljovići nevű településrésze felett található a Pećina-, vagy más néven Turska peć-barlang.[4] A barlang a II. világháború idején is menedéket nyújtott a helyeiknek, de az is köztudomású, hogy az évszázadok során a lakosság mindig ide menekült az ellenség közeledtére. A barlang természetes bejáratát szárazon rakott kövekkel torlaszolták el, melyen csak egy szűk bejáratot hagytak. A barlang a szakemberek körében a térség egyik legjelentősebb régészeti lelőhelyének is számít, ahol a holocén kori ember 3-8 ezeréves leletei kerültek elő. Ezek az emberi élet legrégebbi leletei a poljicai térségben. A leletek között főként kerámiából, kovakőből, kisebb részben állati csontokból készített használati tárgyakat találtak. A tárgyakat kagylómotívumok díszítették.
- Az előbbi barlangtól nem messze, mintegy száz méterre nyugatra és valamivel lejjebb található egy kisebb, a nép által Ponistricének nevezett barlang. A barlang aljzatát ún. csontbreccsa (csontokból álló törmelék) borítja, melyet kövekkel kevert barna vályog borít. Ebben az aljzatban feküdt néhány darab kőszerszám, mely a kőkorszaki ember itteni jelenlétéről tanúskodik.
- A Turska peć-barlang felett található Barića gradina, egy nagyméretű félköríves várrom, melyhez hasonló, erődített település jellegű rom található a jesenicei Szent Maxim templomtól nyugatra fekvő Babin kuk nevű magaslaton is. A Duće feletti Jurišić gradinától keletre a legkeletibb Babnjači magaslaton Prika gradina felett széles, erős, kőből épített töltés látható. A helynek stratégiai jelentősége volt, mert innen ellenőrizni lehetett a Brač-csatornát, a Mosor-hegység előterét, egyúttal előretolt őrhelye volt a Zakučac feletti fontos Gradac nevű erősségnek.
- Az itt található kőhalmok közül jó néhány temetkezési célra szolgált, de van olyan amelyik az illír nemesi birtokok közötti határt jelölte. Ilyen kőtöltés húzódik az Orij-foktól a dućei Szent Márk templomig, melyet a Sumpetari oklevél "Mucla longa", az osztrák kataszteri térkép pedig "Per sassa" néven jelöl. A Piščenica nevű kőtöltés a Putuntina és a Narestina nemzetségek közötti határt jelölte.
- A Žilić-háznál római padlómozaik darabjai kerültek elő, melyek egy villagazdasághoz tartozhattak.
- Krilo település Gradišće nevű részén római temető sírköveit találták. Régebben mozaiktöredékek, római pénzek és falmaradványok, valamint egy ciszterna is került itt elő, melynek töredékei ma is láthatók.
- Sumpetarban található a Sustipan régészeti lelőhely a Szent István és Szent Antal templomokkal, de ide tartoznak a templomok mellett a régi és az új temető, valamint közvetlen környékük. A hely története a régészeti leletek és történelmi dokumentumok alapján az ókortól a 20. századig követhető. Az őskorban és a római ókorban a mai Sumpetar és Sustipan helyén volt a dalmát-római Neraste (Nareste) település központja, a középkorban pedig Petar Crni-Gumajev spliti patrícius birtokközpontja volt.[5]

## Gazdaság
A helyi gazdaság alapját hagyományosan a mezőgazdaság és az állattartás képezte. Ma a lakosság fő bevételi forrása a turizmus.

## Oktatás
Az alapiskola a szomszédos Jesenicén áll. 2017-ben ünnepli fennállásának 150. évfordulóját, ugyanis 1867-ben indult meg a rendes tanítás a község területén. Első tanítója a Stjepan Stazić volt.

## Kultúra
A helyi kulturális élet fenntartója és irányítója az 1967. március 8-án alapított "Dalmacija" Kulturális és Művészeti Egyesület. Tagjai lelkes amatőrök, akik célul tűzték ki a népi hagyományok megőrzését. Az egyesületnek énekkara, színjátszó csoportja, mandolin- és tamburazenekara működik, akik a hazai és nemzetközi fesztiválokon képviselik a település gazdag kultúráját.

## Sport
- Orkan labdarúgóklub
- Orkan kézilabdaklub
- Korenat vízilabdaklub
- Dalmacija karateklub